# Amañ octet
Amañ Octet est un groupe jazz formé par Jeff Alluin et dont les musiciens sont originaires de Bretagne.

## Présentation
Amañ Octet, traduit du breton, signifie l'octet d'ici, le groupe « du coin ». En arabe, le terme Aman signifie la protection, la clémence. En kabyle, Amañ désigne l'eau. Chacun ses définitions.
Cette formation fut créée en 2007 à l’initiative du pianiste Jeff Alluin, devenu aujourd’hui un pianiste jazz de référence sur la scène du grand ouest. Après des études classiques, il découvre le jazz en autodidacte, se forme auprès de musiciens renommés (JP Lavergne, Benoît Sourisse, André Charlier, Manuel Rocheman, Emmanuel Bex, Pierre de Bethmann, Pierre-Alain Goualch…), et intègre les  formations de Ronan Pinc (Ronan Pinc Quartet), Philip Catherine, Éric Le Lann et d'autres...
Jeff Alluin, lui, s’inspire avec poésie des choses de la vie quotidienne : l’amour, les chats, la loi des séries…
Autour de Jeff Alluin, sept musiciens issus de Bretagne, cinq soufflants multi-instrumentistes, aux univers polyvalents : chacun, fort d’expériences personnelles dans le milieu du jazz, en passant par les musiques traditionnelles, le swing ou le funk, apporte sa pierre à l’édifice.
Après un 1er disque sorti en 2009, Amañ octet nous livre à présent un second opus, intitulé RUMBLE, Sorti officiellement le 17 décembre 2011 à l'Estran (56).

## Musiciens
- Jeff Alluin : piano, composition, arrangements
- Olivier Ente : tuba, tuba basse
- Jacques Ravenel : sax soprano, ténor, baryton
- Simon Bernier : batterie
- Philemon Regnauld : contrebasse
- Benoît Gaudiche : trompette, bugle
- Thomas Laroche : sax alto, clarinette basse
- Pierre Bernier : sax ténor, soprano

### Sources
- Thierry Bréhier et Lionel Bonis, « Amañ Octet : entretien avec Jeff Alluin et "les cuivres" », sur France TV (Culturebox), 30 juillet 2009
- « Amañ Octet et le Bagad Pro Kemperle », Le Télégramme,‎ 17 décembre 2011 (ISSN 0751-5928, lire en ligne)
- « Le jazz breton d'Amañ octet invite au voyage - Dinard », Ouest-France,‎ 21 mai 2012 (ISSN 0999-2138, lire en ligne)